# Julia Espín y Pérez de Collbrand
Julia Espín y Pérez de Collbrand (Madrid, 18 de noviembre de 1838-Madrid, 19 de diciembre de 1906) fue una cantante de ópera española,

## Biografía
Hija del compositor Joaquín Espín y Guillén y hermana del también compositor y director de orquesta Joaquín Espín y Pérez Collbran, fue la segunda de cuatro hijos. No siguió la formación musical tradicional al Conservatorio de Madrid, debido al desacuerdo de su padre con el enfoque de la formación musical ofrecida por este centro. En 1856, con tan sólo dieciocho años, fue invitada a cantar por la reina Isabel II e interpretó algunas de las canciones que su padre había compuesto por encargo de la reina. La prensa recogió este hecho y resaltó sus excelentes cualidades.
Dos años más tarde, solicitó, sin éxito, el apoyo de la reina para desarrollar su carrera como cantante en el extranjero. Las primeras interpretaciones de Espín como cantante tuvieron lugar en el Círculo Filarmónico, asociación fundada por su padre en octubre de 1847 que ofrecía una formación musical alternativa a la del Conservatorio de Madrid y estaba centrada en la enseñanza de solfeo, piano, canto, armonía y composición. El salón de los Espín se convirtió en seguida en un punto de encuentro donde se reunía una de las tertulias artísticas más frecuentadas de Madrid, seguramente debido a que el padre Joaquín Espín Guillén era director de los coros del Teatro Real de Madrid, y su madre Josefina Pérez, era sobrina de la cantante Isabella Colbran, primera esposa del compositor Gioachino Rossini. 
Dado el vínculo de la familia Espín con la música no es de extrañar que Julia acabara convirtiéndose en cantante de ópera y llegará a actuar en el famoso Teatro de La Scala de Milán. Como artista protagonizó la ópera Turanda de Antonio Bazzini en esta ciudad italiana. También actuó en Francia y Rusia, donde, al perder su voz, se truncó la carrera de la musa de Gustavo Adolfo Bécquer. Esta breve carrera como prima donna y cantante de ópera fuera de España duró desde su debut en Milán en 1866 hasta 1870, cuando la afección vocal la alejó de los escenarios.
Espín se casó en 1873 con el político, varias veces diputado y también ministro de Gobernación durante el reinado de Alfonso XIII de España, Benigno Quiroga y López Ballesteros, con quien tuvo tres hijos, José, Luis y Joaquín, el último de los cuales, Joaquín Quiroga y Espín (1880-1971), ocupó varios cargos en el gobierno central y fue el primer conde Quiroga Ballesteros, título concedido en 1931.
Espín murió el 19 de diciembre de 1906 y su marido dos años más tarde, en marzo de 1908.

## Musa de Bécquer
Espín es conocida especialmente por ser musa de Bécquer, pues se convirtió en la protagonista de algunos versos de sus famosas Rimas y leyendas. El escritor también le regaló dos álbumes con poemas y una amplia colección de sus dibujos, que la cantante conservó durante toda su vida. Según la biografía de Bécquer elaborada por el Instituto Cervantes, el poeta y la cantante se conocieron a mediados del siglo XIX cuando él, en uno de sus paseos por las calles de Madrid, descubrió a Espín en el balcón de su casa.
En esta época, el poeta, aunque no muy conocido, trataba de abrirse camino en el mundo del arte en la capital de España. Por su parte, Julia Espín quería dedicarse a la música y proyectaba viajar al extranjero para formarse como artista de canto. Este primer encuentro, inspiraría la Rima XVI, en la que se describe a un hombre observando su amada en un balcón, según explica el catedrático de literatura española Jesús Ros. Posteriormente a este encuentro entre el poeta y la que se convertiría en su musa, un amigo facilitó la participación del escritor en las tertulias del salón de los Espín. Fruto de esta relación con la familia Espín y la misma Julia, son los dos álbumes y unos cuantos de los dibujos que les regaló durante estas tertulias, dedicados a su musa.